# Charles Voisin
Charles Voisin (Lione, 12 luglio 1882 – Corcelles-en-Beaujolais, 26 settembre 1912) è stato un pioniere dell'aviazione francese, fratello più giovane di Gabriel Voisin, anch'egli aviatore.

## Biografia
Charles insieme al fratello fondarono la Appareils d'Aviation Les Frères Voisin nel 1906 e il primo aereo fu costruito nel 1907. Era un aereo biplano a elica spingente potenziato da un motore Antoinette. Il primo volo avvenne il 16 marzo 1907, quando Charles volò per 10 metri a Neuilly-Bagatelle. Gli aerei Voisin segnarono un significativo passo avanti nella storia dell'aviazione. L'aviatore Henri Farman volò sull'aereo Voisin con il quale per la prima volta in Europa completò un circuito di 1 km il 13 gennaio 1908.
Charles Voisin rimase ucciso in un incidente d'auto il 26 settembre 1912 vicino a Belleville-sur-Saone, nello stesso incidente rimase ferità anche una delle prime donne pilote, Raymonde de Laroche.